# Oroszhegyi Károly
Oroszhegyi Károly (Brassó, 1937. október 9. –) erdélyi magyar labdarúgó, csatár, tanár, sportújságíró.

## Életútja

### Labdarúgóként
1949 és 1959 között az Universitatea Cluj labdarúgója volt megszakításokkal. 1955-ben és 1956-ban is a román ifjúsági bajnokság gólkirálya lett. 1955-ben egy alkalommal a román utánpótlás, 1956-ban két alkalommal a román ifjúsági válogatottban szerepelt. 1959 és 1963 között az UTA Arad labdarúgója volt.

### Újságíróként
Kolozsvárott a 2. sz. Fiúlíceumban végezte középiskoláit (1954), 1959-ben a Bolyai Tudományegyetemen szerzett magyar nyelv és irodalom-pedagógia-lélektan szakos tanári oklevelet. 1959-68 között az Aradi Vagongyár Iskolacsoportjában tanár, utána 1989-ig az aradi Vörös Lobogó című napilap sportriportere. Időnként verseket, irodalmi riportokat, könyvismertetéseket is közölt (A Hét, Igazság, Szabad Szó, Művelődés); jelentősek sportriportjai.
Tagja volt az aradi Tóth Árpád Irodalmi Körnek; versekkel, irodalmi riportokkal szerepelt a kör Önarckép (1982) című antológiájában. Pecsovszky József labdarúgóról Csala címmel írt életregénye folytatásokban a sepsiszentgyörgyi Megyei Tükörben (1978. június-október), majd a Vörös Lobogóban jelent meg (1982. június 13.-november 19.); németül Pecsovszky – das blonde Wunder címmel Ludwig Schwarz fordításában a temesvári Neue Banater Zeitung közölte (1978), könyvalakban csak 2000-ben jelnhetett meg.
Kovács István edzőről készített riportját a Vörös Lobogó, 1972-73-as évfolyamában közölték 40 folytatásban. Nem csatatereken, hanem a sportpályákon című tanulmányában (TETT 1978/2) az amatőr és profi sport viszonyával foglalkozott. 1989-ben, mivel kitelepedési kérést adott be, eltávolították a sajtóból; ebben az időben az aradi Közüzemek csatornázási részlegén is dolgozott, segédmunkásként. 1990-ben egy ideig Áros Károllyal együtt jegyezte a Háromszék című napilap Hétfői Sport mellékletét. 1990-től áttelepült Magyarországra, a budapesti Nemzeti Sport szerkesztője lett, s publikált a Kőrösi Műhelyben is. 2017-ben a megkapta a Magyar Sportújságírók Szövetsége életműdíját.

## Művei
- Csala, a Szőke Csoda. Pecsovszky József élettörténete; Concord Media–Jelen, Arad, 2000 ISBN 973-99950-0-4